# Carom3D
Carom 3D — трёхмерный, спортивный,  многопользовательский симулятор игры в пул, карамболь и снукер. Выпущена компанией Neoact в 1999 году. Первоначально представляла собой школьный проект корейского студента, под ником Comworm. В течение 2000 года, быстро завоевала популярность в Южной Корее и у нескольких тысяч игроков по всему миру.

## Обзор
Carom 3D является достаточно точной симуляцией пула, карамболя и снукера. Игра может воспроизводиться в двух режимах: 3D-перспектива от первого лица и фиксированный вид сверху. Основное управление игрой производится тремя клавишами клавиатуры и мышью. Простота управления и реалистичная физика - это то, благодаря чему игра и завоевала большую популярность в мире.
До 2005 года игра была бесплатной. Условно-бесплатной она становилась постепенно, с различными бонусами (кий, пользовательский 3D-персонаж и профиль, участие в ежедневных турнирах), предлагаемый выигрыш от 1 до 5 долларов США.
Основной аспект Carom 3D — онлайн-состязания с игроками со всего мира. Победа позволяет игроку повышать уровень своего профиля, необходимый для выполнения высокоточных, сильных, а также слабых ударов. Кручёные удары как и в реальной жизни пула и карамболя, занимает важную роль в Carom 3D.

### Закрытие проекта
С 2005 по 2010 год более тысячи пользователей играли одновременно на серверах Neoact, но количество онлайн-игроков уменьшалось из-за рекламы и отсутствия обновлений контента, а Neoact фокусировался на других играх (Astronest , Texas Hold’em , Fantasy Masters, и прочее).
10 декабря 2013 года сервера Neoact закрылись, а вместе с ними и проект Carom 3D. Разработчик сослался на недостаточную финансовую поддержку серверов и их обслуживания. Это связано с упадком вложения средств в проект со стороны игроков.
| Оригинальный текст последнего сообщения от разработчика: |
| --- |
| !! CLOSING GAMEIS GAMES !! (GMT +9) Dec 2 2013 6:38PM Dear ALL GameIS Players, We are very sad to announce that we will be forced to close the GameIS.com system and CLOSE ALL GAMES on 10th, December due to decreased revenue and increased server costs. We can not afford to keep these servers open any longer as they have been in a financial losing state for quite some time. We appreciate everyone’s support and cooperation during this hard time and hope that you can understand our business decision. THIS CLOSURE WILL AFFECT ALL GAMEIS.COM GAMES. From now until the closing date, we have DISABLED all Methods of buying Cash or Chalks on the GameIS.com website. We would also like to sincerely thank all Moderator teams !! Without these hard working people to monitor these games on a DAILY BASIS, we could not have kept the GameIS.com Thank you. Sincerely, GameIS |

## Esports
Carom3D была одной из игр, представленных на World Cyber Games в 2007, 2009 и 2010 годах.